# Ла-Кала-де-Міхас
Ла-Кала-де-Міхас (ісп. La Cala de Mijas, «Затока Міхаса») — місто, що належить до муніципалітету Міхас у провінції Малага, Андалусія, південна Іспанія. Ла-Кала розташована в центрі комарки Коста-дель-Соль в прибережній зоні муніципалітету, між містами Фуенхірола на сході та Марбелья на заході.
Місто орієнтоване переважно на туризм, але має деякі муніципальні служби, такі як медичні центри, школи, будинок культури та бібліотека. Населення близько 4000 осіб (2018).
У місті екологічно важливе морське дно, яке містить багате біорізноманіття великої кількості європейських, африканських, атлантичних і середземноморських морських видів.

## Історія
Ла-Кала-де-Міхас було сільськогосподарським невеликим рибальським селом до початку іспанського туристичного буму в 1960-х роках.

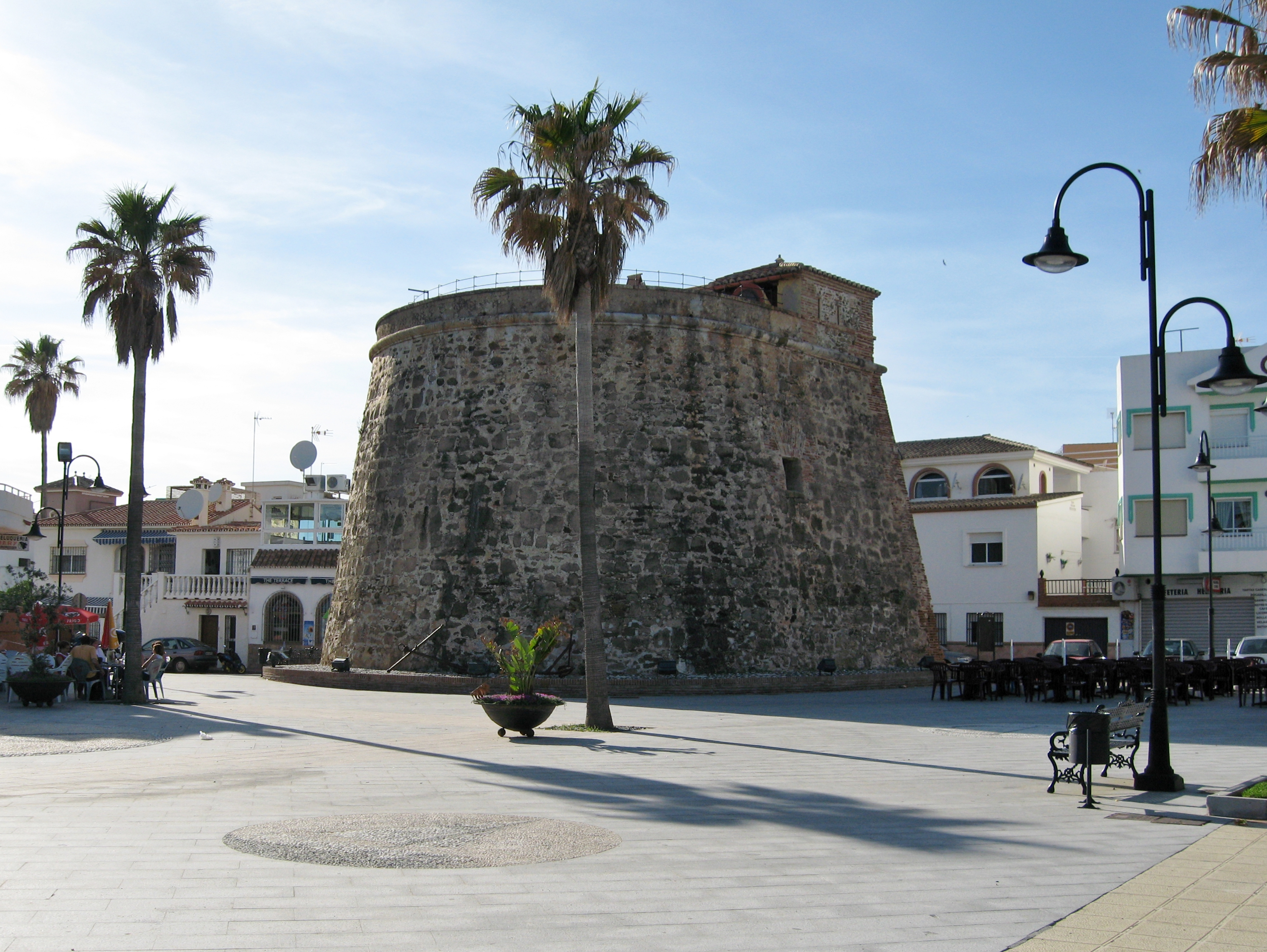
Вежа Torre Batería de La Cala del Moral на березі Ла-Кала-де-Міхас

Історично це було місце оборони, укріплене чотирма вежами вздовж середземноморського узбережжя Андалусії, функцією якого було сповіщати гарнізони Фуенхіроли, Бенальмадени та Марбельї про присутність ворожих кораблів. Всього на Ла-Калі були вежі Torre de Calahonda (XVI століття), Torre Batería de La Cala del Moral (XVI століття), Torre Nueva de La Cala del Moral (XIX століття), та Torre de Calaburras (прибл. 1515 року).
Місто раніше носило назву «Ла-Кала-дель-Мораль» (з ісп. «Затока шовковиць») через місцеві дерева, що ростуть у цьому районі. Назву було змінено в 1970-х роках на Ла-Кала-де-Міхас, щоб уникнути плутанини з аналогічною назвою міста Ла-Кала-дель-Мораль недалеко від Малаги.